# Drottningtorget (Gotemburgo)
A Drottningtorget (LITERALMENTE Praça da Rainha) é uma praça central da cidade sueca de Gotemburgo. 
Tem cerca de 9 936 m², e está situada em frente à Estação Central (Centralstationen).
É um importante ponto da rede de transportes local.